# Amministratore (diritto canonico)
L'amministratore nel diritto canonico della Chiesa cattolica può essere o un amministratore apostolico o un amministratore diocesano o un amministratore parrocchiale; nelle Chiese orientali esistono anche le figure dell'amministratore patriarcale e dell'amministratore arcivescovile. Essi reggono rispettivamente i primi due la diocesi (o equiparata), il terzo la parrocchia e gli ultimi due l'eparchia (o equiparata) durante il periodo di vacanza del vescovo o del parroco titolari.
L'amministratore apostolico e quello parrocchiale ricevono l'incarico rispettivamente dal papa o dal vescovo e svolgono le funzioni ordinarie del vescovo o del parroco; la medesima funzione dell'amministratore apostolico è svolta dall'amministratore patriarcale e da quello arcivescovile, con la differenza che la nomina proviene non dal papa, ma rispettivamente dal patriarca o dall'arcivescovo maggiore. L'amministratore diocesano (precedentemente chiamato vicario capitolare), invece, è eletto dal collegio dei consultori qualora, divenuta la diocesi vacante per rinuncia, decesso o trasferimento del vescovo, la Santa Sede non abbia provveduto alla nomina di un amministratore apostolico.
L'amministratore termina il suo incarico quando viene nominato e insediato un nuovo titolare, oppure se la diocesi o la parrocchia in questione vengono annesse ad un'altra.
Sono vari i motivi che spingono rispettivamente il papa o il vescovo a nominare un amministratore per un determinato periodo di tempo prima di scegliere un titolare:
- per poter individuare con maggior calma la persona più opportuna per quella determinata carica;
- per lasciar decantare eventuali fatti difficili avvenuti con il termine dell'incarico del titolare precedente per morte, per raggiungimento del limite di età o per altri motivi;
- per poter valutare con calma l'annessione rispettivamente della diocesi o della parrocchia ad altro organismo similare;
- quando, in base a privilegi legati ad una specifica diocesi o parrocchia, l'iter per la nomina del titolare prevede la consultazione o l'approvazione della popolazione o di parte di essa (ess. il capitolo della cattedrale per alcune diocesi tedesche e svizzere, o nel caso di giuspatronato privato o della popolazione per alcune parrocchie);
- nel caso dell'amministratore parrocchiale, quando il designato ricopre altri incarichi che secondo il codice di diritto canonico sono incompatibili con quello di parroco (es. docente di teologia);
- nel caso dell'amministratore parrocchiale, quando il designato sia un sacerdote religioso che abbia richiesto l'incardinazione nella diocesi, in modo tale da evitare di dover consultare il suo provinciale (a cui è ancora legato a motivo dei voti religiosi) e poterlo anche rimuovere più facilmente qualora non fosse ritenuto adatto al ministero secolare.